# Hirvisalo (ö i Päijänne-Tavastland)
Hirvisalo är en ö i Finland. Den ligger i sjön Hirvijärvi och i kommunen Sysmä i den ekonomiska regionen  Lahtis ekonomiska region  och landskapet Päijänne-Tavastland, i den södra delen av landet, 170 km norr om huvudstaden Helsingfors. Öns area är 45,8 hektar och dess största längd är 1,5 kilometer i nord-sydlig riktning.